# 嵯峨乡
嵯峨乡是中国陕西省咸阳市三原县下辖的一个乡。

## 行政区划
嵯峨乡下辖以下行政区：
杨杜村、张岳村、奕家河村、冯村、河西村、三社村、天井岸村、槐树坡村、杏书硷村、唐陵村、洪水村、赵家村、岳村、屈家村、寨子村、官庄村、大盘村、杨家山村、小盘村、三联村